# Nagelapa
Nagelapa var den inofficiella benämningen på den yngste hjälpredan i ett nitarlag, i små nitarlag ibland nagellangaren eller nagelvärmaren.

## Nitning
Huvudatikel: Nitning

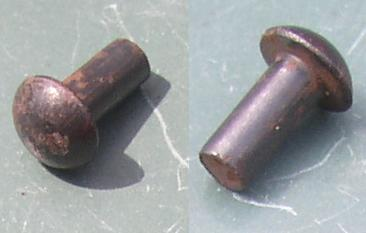
Nitar

Vid nitning glödgas nageln (niten) på en ässja till att bli knappt vitglödgad. Om den värms för mycket, riskerar den bli spröd. Niten överlämnas därefter av nagelvärmaren, eller av en nagellangare, till mottryckaren, som stoppar in den i ett uppborrat hål genom plåtarna. Eventuellt kan nagelvärmaren själv stoppa in niten i hålet, om ässjan är nära nitstället. Mottryckaren håller därefter emot med hjälp av en furst, det vill säga en stålklump med handtag. Därefter plattas den spetsiga ändan av niten på andra sidan av plåtarna till med slägga eller tryckluftshammare.

## Nitarlag

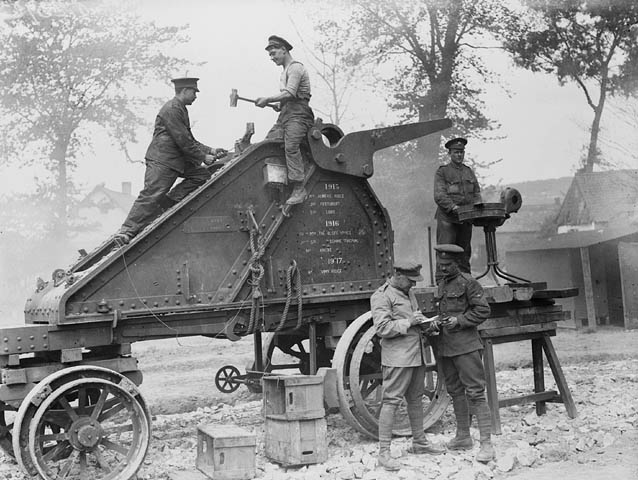
Militärt nitarlag, utan nagelapa

I den äldre, helt hantverksmässiga nitningsmetoden ingick en förnitare och en hjälpnitare, en mothållare, en nagelvärmare och eventuellt en nagellangare. Det kunde också finnas en hjälpreda vid ässjan, en yngre person som höll fyr i ässjan och såg till att det fanns naglar framme för värmning. Förnitaren var en slags lagbas. Vid bland annat varv var det inte möjligt att ha ässjan i omedelbar närhet till nitstället, och då behövdes också en mellanhand som transporterade den glödgade niten med en lång tång till mottryckaren vid nitstället. Den yngste i laget, hjälpredan vid ässjan eller ibland nagellangaren, kallades nagelapa.
Efter första världskriget mekaniserades nitning ett steg genom införande av tryckluftshammare, vilket medförde att det bara behövdes en nitare.
Nagelapans/nagellangarens roll bestod.